# Traťová kolej
Traťová kolej je na železničních tratích kolej spojující sousední dopravny.
Podle počtu traťových kolejí mezi sousedními dopravnami rozlišujeme tratě na

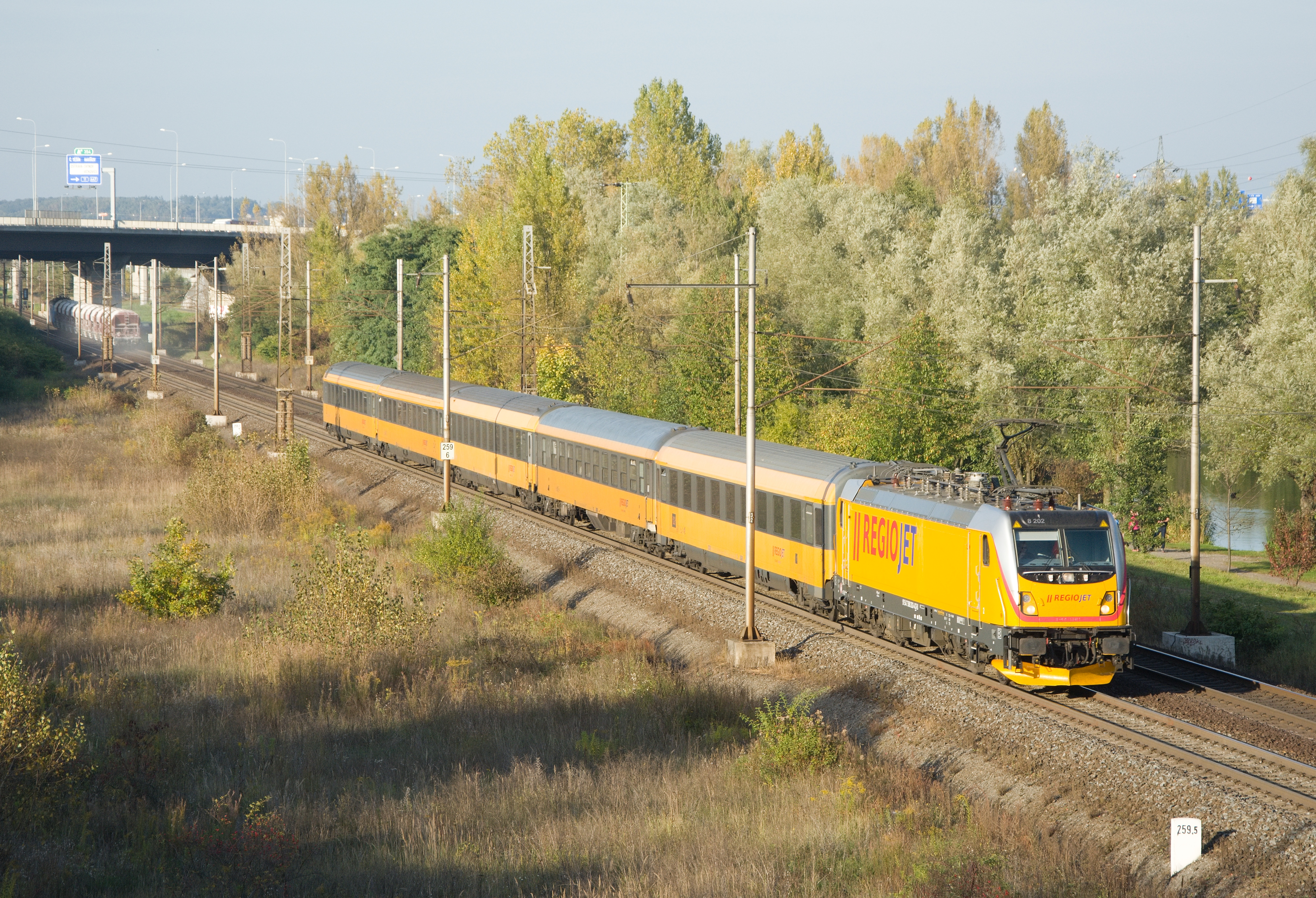
Po 2. traťové koleji mezi stanicí Ostrava-Svinov a výhybnou Polanka nad Odrou projíždí rychlík, v pozadí jede po 1. traťové koleji nákladní vlak opačným směrem

- jednokolejné
- dvoukolejné
- vícekolejné

## Označování traťových kolejí v Česku
V České republice na tratích provozovaných Správou železnic je definována jako „kolej na širé trati“ (ne nutně průběžná, řadí se sem i koleje odvratné, manipulační, …); traťová kolej, která spojuje dvě sousední dopravny s kolejovým rozvětvením, se nazývá „průběžná traťová kolej“.
Traťové koleje na jednokolejné trati nemají zvláštní označení; je-li to technicky nezbytné, použije se číslo 1. Na dvoukolejných tratích se označuje číslem 1 traťová kolej vlevo při pohledu od začátku ke konci trati, číslem 2 pak traťová kolej vpravo při pohledu od začátku ke konci trati. Začátek a konec trati je pro každou trať uveden v Tabulkách traťových poměrů.
Na tříkolejných tratích platí obdobné pravidlo, přičemž kolej uprostřed je označena číslem nula.